# Tarhenanet
Tarhenanet é uma vila na comuna de Tamanrasset, no distrito de Tamanrasset, província de Tamanghasset, Argélia.
Se localiza a 42 quilômetros (26 milhas) ao norte da cidade de Tamanrasset nas montanhas de Hoggar.